# Schönhauser Allee 20/21

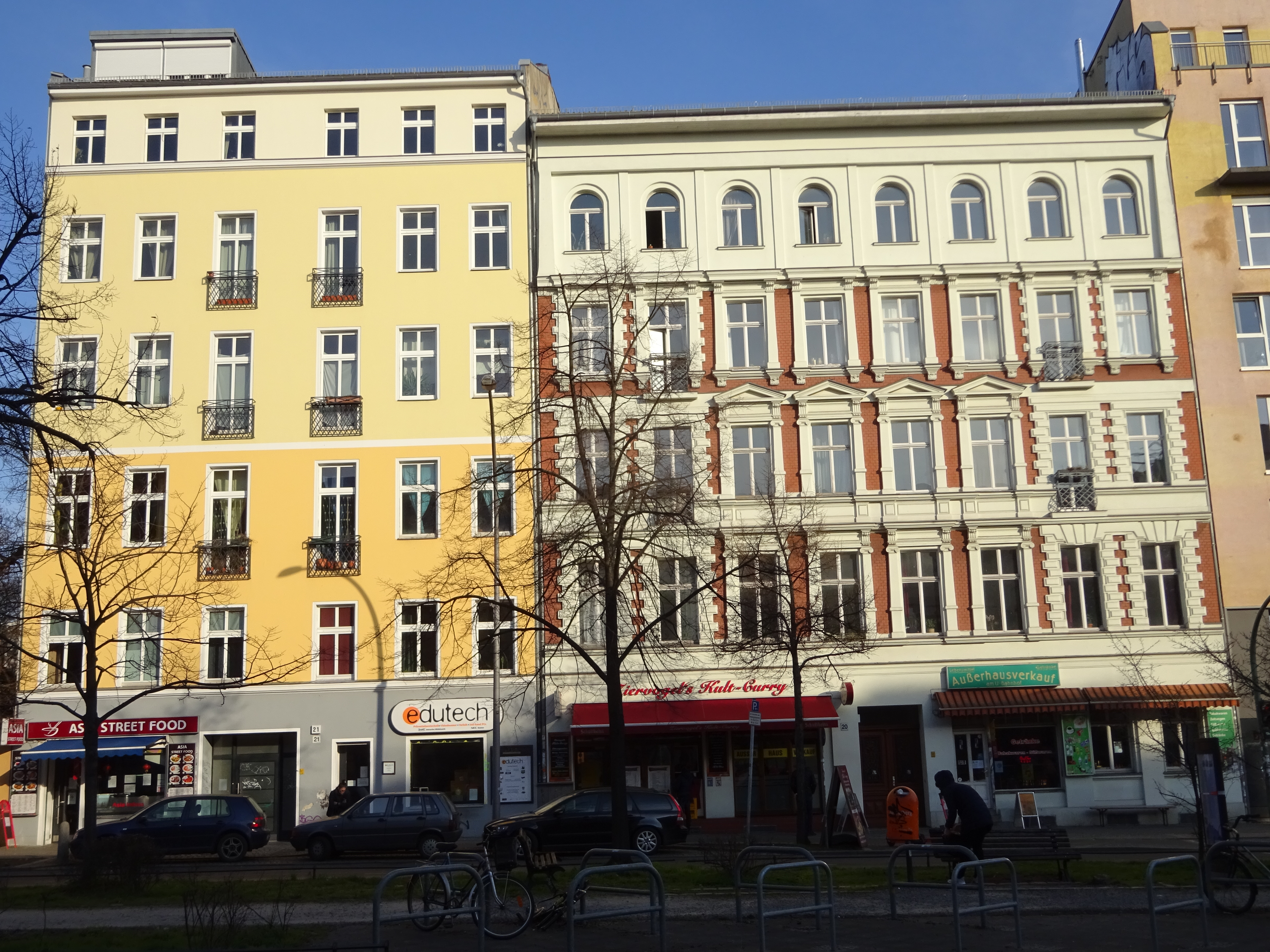
Schönhauser Allee 21/20 im Jahre 2021

Die Gebäude der Schönhauser Allee 20/21 im Prenzlauer Berg in Berlin, direkt am U-Bahnhof Senefelderplatz, waren die ersten öffentlich besetzten Häuser in der ehemaligen DDR bzw. Ostberlin.

## Geschichte
Die fast leer stehenden Gebäude der Schönhauser Allee 20 wurden im August 1989 stillschweigend nach und nach von jungen Leuten besetzt, um den Abriss dieser Häuser zu verhindern und an Wohnraum zu gelangen. Nachdem die Wohnungen der Schönhauser Allee 20 belegt waren, wurde Ende 1989/Anfang 1990 die Besetzung im Nachbargebäude der Schönhauser Allee 21 fortgeführt. Öffentlich gemacht wurde diese Besetzung im Dezember 1989, als man vom benachbarten Revier der Volkspolizei keine größeren Konsequenzen mehr zu befürchten hatte.
Stille Wohnungsbesetzungen in der DDR waren unter jungen Leuten seit den späten 1970ern ein probater Weg, um an Wohnraum zu gelangen. Dies wurde (bei weiterer regelmäßiger Zahlung der Nebenkosten wie Strom und Wasser) im Allgemeinen durch die Kommunale Wohnungsverwaltung (KWV) so lange toleriert, bis sich ein neuer legaler Mieter für die jeweilige Wohnung gefunden hatte. Die Häuser der Schönhauser Allee 20/21 sollten seit 1972 abgerissen werden, was unter anderem mangels der nötigen finanziellen Mittel nie realisiert wurde. 
Im August 1989 fanden sich 4 bis 6 Leute auf Wohnungssuche, die die ersten beiden Wohnungen im Vorderhaus der Schönhauser Allee 20 besetzten. Anfangs versuchten Polizisten vom benachbarten Revier (ehemaliges jüdisches Altenheim Schönhauser Allee 22), durch Ausweiskontrollen am vorderen Eingang, den Zugang zum Haus zu verhindern. Dies blieb allerdings erfolglos, da die Bewohner über den Hinterhof unbehelligt das Haus betreten konnten.
Im Dezember 1989 wurde die Kneipe „Zum Räwier“ eingerichtet und kurze Zeit später wurde die Besetzung am 22. Dezember mit Transparenten und einem Informationsblatt an die Nachbarschaft öffentlich gemacht.
Im Gegensatz zu Friedrichshain, wo sich vor allem West-Berliner und Westdeutsche niedergelassen hatten und im Gegensatz zur Westdeutschen Hausbesetzerkultur, herrschte in der ehemaligen DDR und im Prenzlauer Berg eine andere Kultur. Durch den allgemeinen Wohnungsmangel in der DDR ging es der Hausgemeinschaft der Schönhauser Allee 20/21 primär darum, Wohnraum zu finden und unter Vermittlung des „Runden Tisches Hausbesetzungen“ langfristige Miet- bzw. Nutzungsverträge zu erhalten. Es ging um das Engagement gegen Leerstand, Mieterhöhungen und Zweckentfremdung. Das führte bei weiteren rund 30 besetzten Häusern im Prenzlauer Berg, Friedrichshain und Mitte anfangs zu „Sicherungsverträgen“, die zu einer ersten Regelung und „Erklärung des guten Willens“ zwischen den Kommunalen Wohnungsverwaltungen der Stadtbezirke und den Besetzern führte. Später sollten daraus konkrete Nutzungsvereinbarungen hervorgehen, die unter anderem Wohnrecht und Zusicherung von Gas-, Strom- und Wasserlieferung für die Hausgemeinschaft beinhalten, die ihrerseits die Energiekosten tragen sowie Aufräumarbeiten und Schuttbeseitigung übernehmen.
Die Hausgemeinschaft plante neben Wohnraum die Einrichtung eines Cafés, eines Kinderladens sowie eines Beratungszentrums und fand in der Nachbarschaft und bei den Behörden Unterstützung für ihre Aktion. Etwa 500 Bürger hatten 1990 mit ihrer Unterschrift ihre Sympathie für das Projekt in der Schönhauser Allee 20/21 bekundet. Mehr als 1.000 Mark sowie Möbel und Kohle zum Heizen erhielt die Hausgemeinschaft bis dahin an Spenden. 
Die Bewohner gründeten als Selbsthilfeprojekt einen gemeinnützigen Verein, über den man in das 25-Millionen-DM-Programm des Westberliner Senats einbezogen wurde. Eine Projektkommission, zusammengesetzt aus dem Sprecherrat der Berliner Bürgerinitiativen, KWV-Mitarbeitern und Senat, entschied über die Zuteilung von Geldern für Sanierungsmaßnahmen, Schaffung von ABM-Stellen usw. Man versprach sich einen Sozialisierungseffekt durch das gemeinsame Arbeiten am Haus, Kosteneinsparung bei der Sanierung, Arbeitsbeschaffung für die Bewohner und Umschulungsmöglichkeiten. 
Am 1. September 1991 begann, unter der Regie des Sozialpädagogischen Instituts Berlin und der Ostberliner Arbeiterwohlfahrt sowie mit der Einstellung der ersten 20 Beschäftigten auf ABM-Basis, das Selbsthilfeprojekt in Eigenleistung mit der Sanierung der Gebäude. Nur zehn der 47 Wohnungen waren in einem „nicht ausbaufähigem Zustand“, was dazu führte, dass der betreffende Seitenflügel in der Schönhauser Allee 20 abgerissen werden musste. Im weiteren Verlauf wurden mit insgesamt 6 Millionen DM aus dem 25-Millionen-DM-Programm des Westberliner Senats beide Vorderhäuser sowie zwei Seitenflügel des Gebäudekomplexes saniert und modernisiert. Neben Wohnraum und dem Café entstanden später die beiden Kneipen und Konzertveranstaltungsorte „Zum Räwier“ (später „MS Völkerfreundschaft“) und der „Sportlertreff“. Das Räwier wurde 1990 in Anlehnung an das benachbarte Polizeirevier benannt und befand sich im alten Blumenladen in der Schönhauser Allee 20, der Sportlertreff wurde später in der Schönhauser Allee 21 eingerichtet.
Die Alteigentümer der Häuser bekamen ihre Immobilien Mitte der 1990er Jahre zurück übertragen, mussten aber aufgrund der öffentlichen Förderung der Sanierung und Modernisierung auf die üblichen Mieten und deren Erhöhung in Teilen verzichten und hatten ebenfalls nur beschränktes Mitspracherecht beim Abschluss neuer Mietverträge bzw. bei der Auswahl neuer Mieter.

## Folgen
Die Besetzung der Schönhauser Allee 20/21 zog eine Reihe weiterer Hausbesetzungen in Ostberlin nach sich. Kurze Zeit nach ihrer Besetzung wurden im Prenzlauer Berg Häuser in der Kastanienallee 85/86, Schönhauser Allee 5 und im Februar 1990 die ehemalige Likörfabrik Westphal am Kollwitzplatz besetzt. Bis zum Februar 1990 waren im Prenzlauer Berg bereits etwa 20 und Ende April 1990 in Ostberlin rund 50 Häuser besetzt. Ende 1990 gab es in den Ostberliner Stadtbezirken über 130 besetzte Häuser.

## Literarisches
Kurze Szenen des Romans Stern 111 von Lutz Seiler spielen in der Schönhauser Allee 20.